# Gwangalli

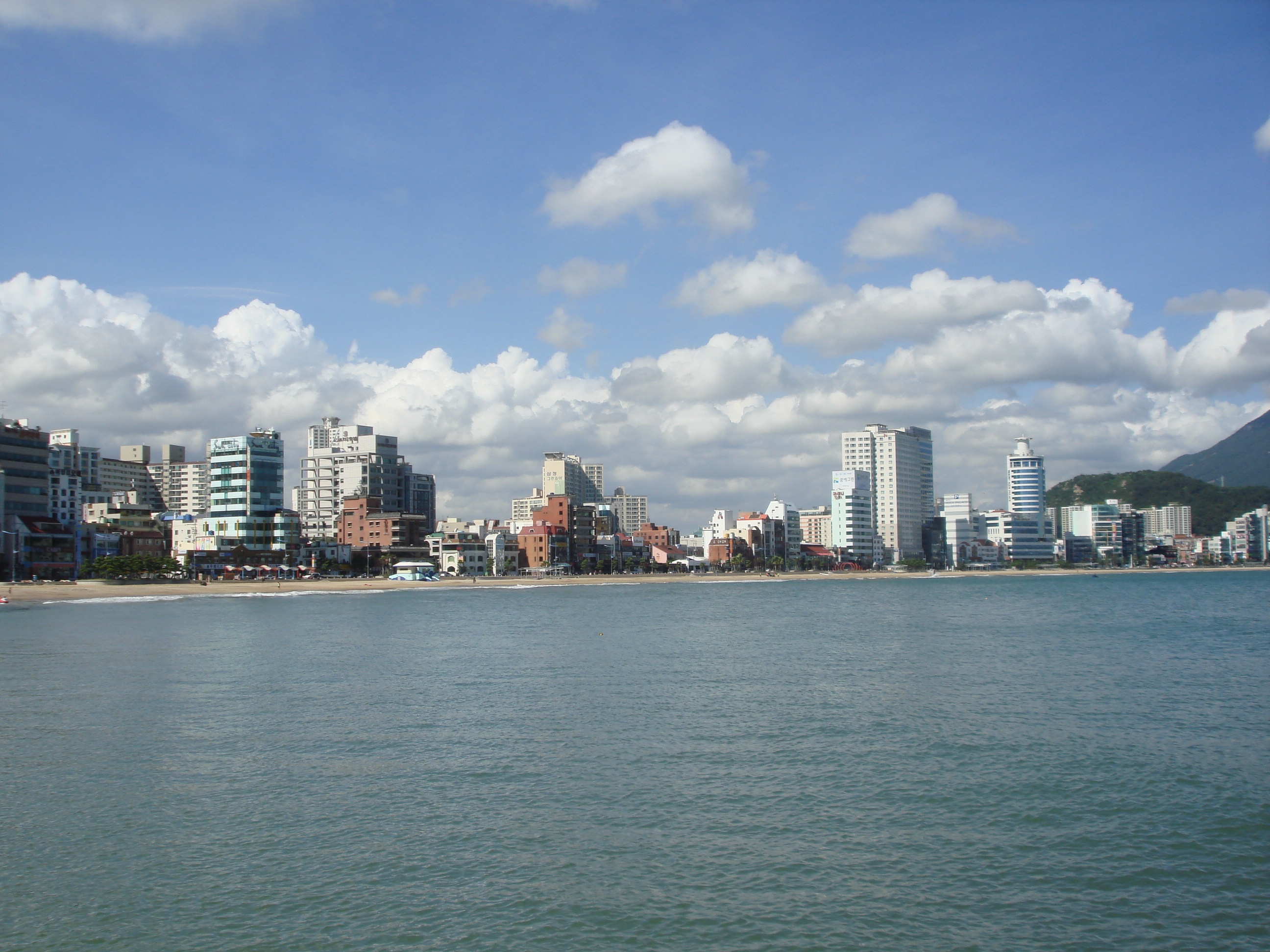
Het strand

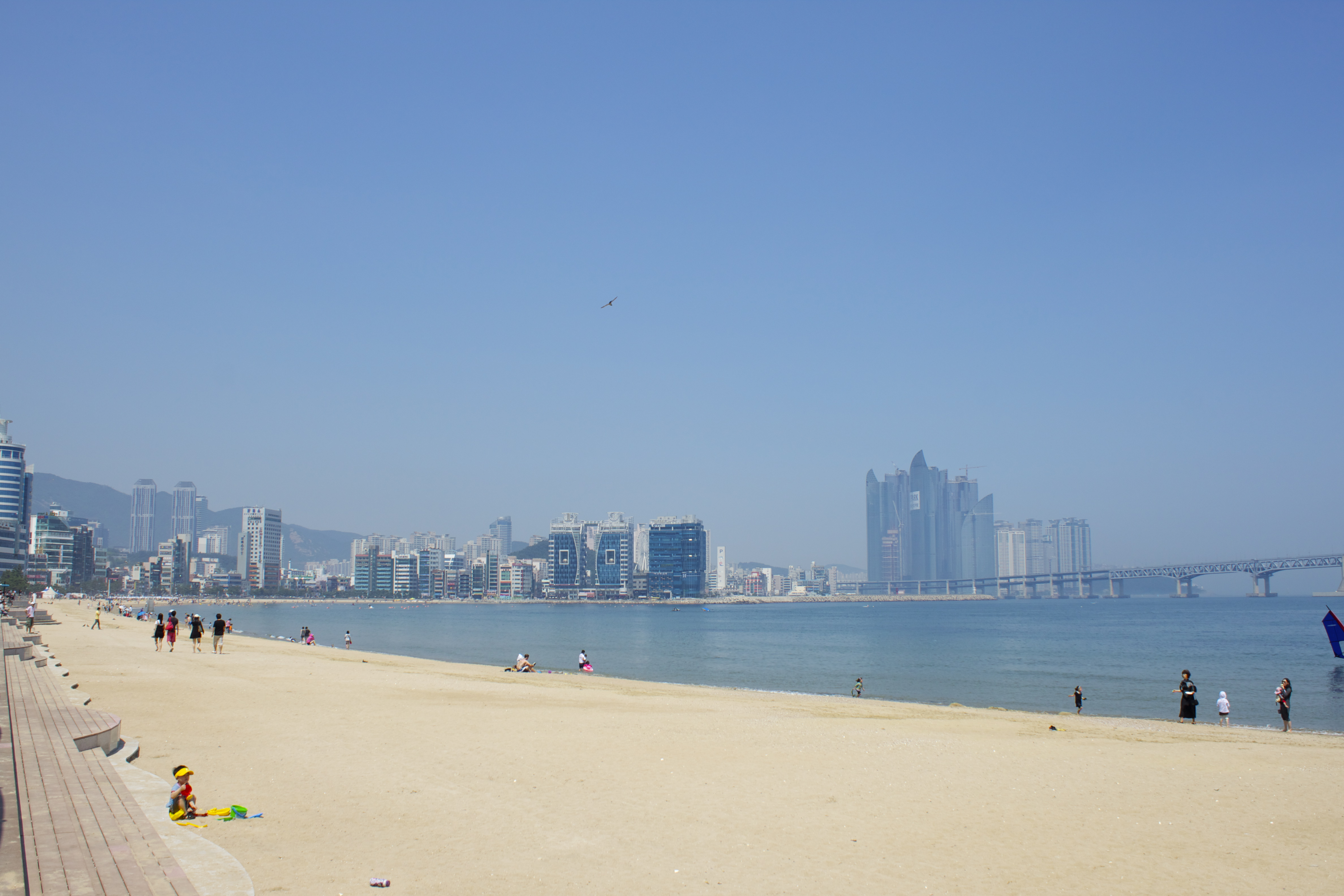

Gwangalli is een populair strand met een lengte van ongeveer 1,4 km in het stadsdeel Suyeong-gu in de Zuid-Koreaanse stad Busan. Het strand ligt tegenover de Gwanganbrug.
Het halvemaanvormige strand ligt aan een wijde baai met zicht op het oosten tot zuidoosten. Over de baai ligt de Gwanganbrug die de stadsdelen Haeundae-gu in het oosten met Suyeong-gu in het westen met elkaar verbindt. De brug ligt op ruim een kilometer afstand van het strand. Het zandstrand heeft een oppervlakte van 82.000 m² bij een breedte van 25 tot 110 meter. 
In de directe nabijheid zijn tientallen horecagelegenheden te vinden; zowel restaurants, coffeeshops en nachtclubs. Omdat het een populair strand is, heeft de waterkwaliteit aandacht van het plaatselijk bestuur.
Elk jaar wordt van 1 tot 10 augustus het Busan Sea Festival gehouden, met een aantal evenementen op dit strand en de andere stranden van Busan.
Het strand ligt naast het Busan Yachting Center, dat gebruikt werd voor de zeilwedstrijden tijdens de Olympische Zomerspelen 1988.